# Indra Lal Roy
Indra Lal Roy (tiếng Bengal: ইন্দ্রলাল রায়), (2 tháng 12 năm 1898 - 22 tháng 7 năm 1918) là phi công "Ách" người Ấn Độ trong Thế chiến thứ nhất. Ông được xem là "Phi công máy bay chiến đấu đầu tiên của Ấn Độ". Khi còn phục vụ trong Quân đoàn Bay Hoàng gia (Royal Flying Corps) tiền thân của Không quân Hoàng gia Anh sau này, ông đã tuyên bố mười chiến thắng trên không; diệt năm chiếc máy bay (trong đó bắn hạ một chiếc máy bay địch cùng với phi công đồng đội) và khiến cho năm chiếc máy bay địch mất kiểm soát (một chiếc cùng đồng đội) chỉ sau hơn 170 giờ bay chiến đấu.

## Xuất thân
Ông là con trai thứ hai của Piera Lal Roy và Lolita Roy, sinh ra ở Calcutta, nơi cha ông làm luật sư và công tố viên. Ông có biệt danh là "Laddie". Roy xuất thân trong một gia đình có trình độ học vấn và danh tiếng cao. Gia đình Roy là một gia đình người gốc Bengal đến từ huyện Barisal thuộc Bangladesh hiện nay. Trước khi Phân vùng Ấn Độ, gia đình Roy là một gia đình Zamindar nổi tiếng ở Đông Bengal. Di sản của gia đình Roy là Lakhutia (lưu ý: có một số biến thể của cách đánh vần của từ này, bao gồm 'Lakutia' và 'Lakhotia'). Điền trang Lakhutia Zamindar được thành lập bởi Roop Chandra Roy vào cuối thế kỷ 17. Anh trai của ông, Paresh Lal Roy (1893–1979), phục vụ trong Tiểu đoàn 1, Đại đội Pháo binh Danh dự (Honourable Artillery Company), sau đó được biết đến là "cha đẻ của đấm bốc Ấn Độ". Ông ngoại của ông, Tiến sĩ Surya Kumar Goodeve Chakraborty, là một trong những bác sĩ Ấn Độ đầu tiên được đào tạo y học phương Tây. Cháu trai của ông, Subroto Mukerjee (1911–1960), về sau là một phi công chiến đấu trong Thế chiến II, rồi trở thành Tham mưu trưởng Không quân đầu tiên của Không quân Ấn Độ.

## Thế chiến thứ nhất
Khi chiến tranh thế giới thứ nhất bùng nổ, Roy đang theo học St Paul's School, Hammersmith ở Luân Đôn, Anh. Ban đầu ông bị từ chối bởi Quân đoàn Bay Hoàng gia với lý do thị lực kém, Roy đã hối lộ cho kết quả khám thứ hai từ một chuyên gia mắt hàng đầu, và làm thay đổi quyết định từ chối này. Năm tháng sau độ tuổi 18, vào ngày 4 tháng 4 năm 1917, ông gia nhập RFC, và được phong Thiếu úy vào ngày 5 tháng 7. Sau khi được huấn luyện và tập bắn tại Vendôme và Turnberry, ông gia nhập Phi đoàn số 56 (No. 56 Squadron) vào ngày 30 tháng 10. Roy là một thành viên của Phi đội "A", được chỉ huy bởi Đại úy Richard Maybery.
Hai tháng sau, Roy bị thương sau khi ông hạ cánh máy bay chiến đấu S.E.5a của mình vào ngày 6 tháng 12. Trong thời gian điều trị để hồi phục, Roy đã tạo ra rất nhiều bản phác thảo máy bay - nhiều trong số đó được ứng dụng. Vào tháng Năm, ông trở lại làm nhiệm vụ với tư cách là một sĩ quan thiết bị và trong vài tuần nhận được quyết định về mặt y tế là đã có thể bay trở lại. Ông được chuyển đến đội của Đại úy George McElroy trong Phi đoàn 40 (No. 40 Squadron) vào tháng 6 năm 1918.
Khi trở lại phục vụ một cách tích cực, Roy đã đạt được mười chiến thắng (hai lần chia sẻ cùng đồng đội) trong mười ba ngày. Chiến thắng đầu tiên của ông là bắn hạ máy bay Đức Hannover tại Drocourt vào ngày 6 tháng 7. Tiếp sau đó là ba chiến thắng trên không trong bốn giờ vào ngày 8 tháng 7 (hạ hai chiếc Hannover Cs và một chiếc Fokker D.VII); hai chiến thắng vào ngày 13 tháng 7 (một chiếc Hannover C và một chiếc Pfalz D.III); hai chiến thắng vào ngày 15 tháng 7 (hạ hai chiếc Fokker D.VII); và một chiến thắng vào ngày 18 tháng 7 (hạ chiếc DFW C.V). Chiến thắng cuối cùng của Roy đã đến vào ngày hôm sau 19 tháng 7, khi ông bắn hạ một chiếc Hannover C tại Cagnicourt. Ông được xem là phi công bay đầu tiên và duy nhất của Ấn Độ trong Thế chiến thứ nhất.
Roy đã bị giết trên bầu trời Carvin vào ngày 22 tháng 7 năm 1918 trong một cuộc không chiến cự li gần chống lại máy bay Fokker D.VII của Jagdstaffel 29. Ông được chôn cất tại Nghĩa trang xã Estevelles, Pas-de-Calais, Pháp.

### Danh sách các chiến thắng trên không
| No. | Ngày/Giờ                 | Máy bay/ Số sê-ri | Máy bay địch | Kết quả       | Địa điểm          | Ghi chú                                                  |
| --- | ------------------------ | ----------------- | ------------ | ------------- | ----------------- | -------------------------------------------------------- |
| 1   | 6 tháng 7 năm 1918 0545  | S.E.5a (B180)     | Hannover C   | Mất kiểm soát | Drocourt          |                                                          |
| 2   | 8 tháng 7 năm 1918 0645  | S.E.5a (B180)     | Hannover C   | Mất kiểm soát | Drocourt          |                                                          |
| 3   | 8 tháng 7 năm 1918 0925  | S.E.5a (B180)     | Hannover C   | Mất kiểm soát | Phía đông Monchy  | cùng với George McElroy và trung úy Gilbert Strange.     |
| 4   | 8 tháng 7 năm 1918 1025  | S.E.5a (B180)     | Fokker D.VII | Mất kiểm soát | đông nam Douai    |                                                          |
| 5   | 13 tháng 7 năm 1918 0645 | S.E.5a (B180)     | Hannover C   | Phá hủy       | phía tây Estaires | cùng với George McElroy, Gilbert Strange & F. H. Knobel. |
| 6   | 13 tháng 7 năm 1918 2005 | S.E.5a (B180)     | Pfalz D.III  | Phá hủy       | Vitry — Brebières |                                                          |
| 7   | 15 tháng 7 năm 1918 2005 | S.E.5a (B180)     | Fokker D.VII | Phá hủy       | Hulloch           |                                                          |
| 8   | 15 tháng 7 năm 1918 2005 | S.E.5a (B180)     | Fokker D.VII | Mất kiểm soát | Hulloch           |                                                          |
| 9   | 18 tháng 7 năm 1918 2040 | S.E.5a (B180)     | DFW C.V      | Phá hủy       | đông nam Arras    |                                                          |
| 10  | 19 tháng 7 năm 1918 1025 | S.E.5a (B180)     | Hannover C   | Phá hủy       | Cagnicourt        |                                                          |

## Giải thưởng và vinh danh

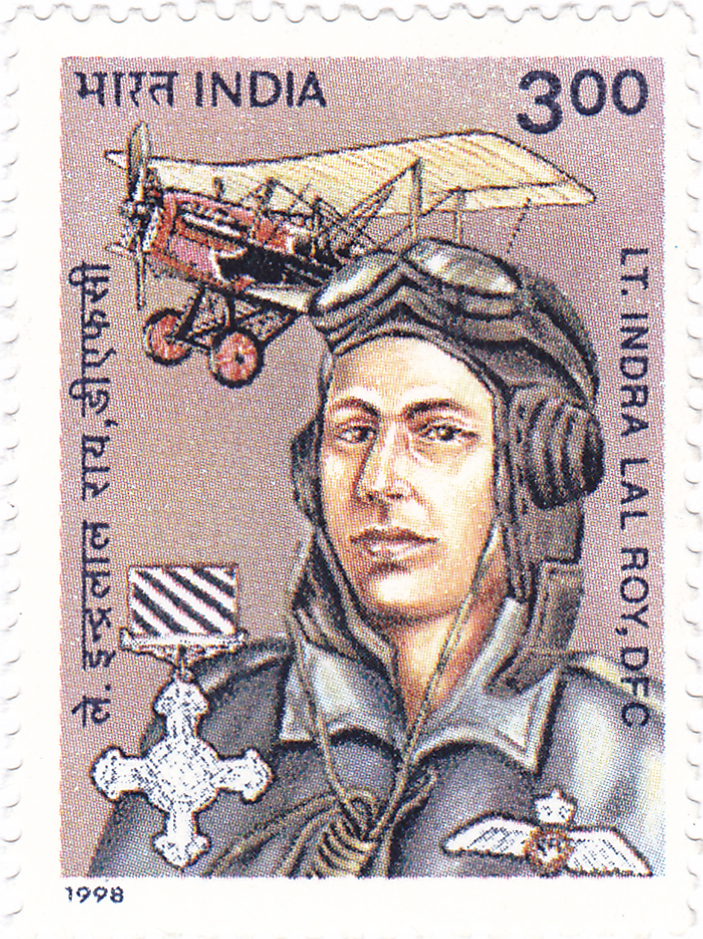
Indra Lal Roy trên một con tem năm 1998 của Ấn Độ

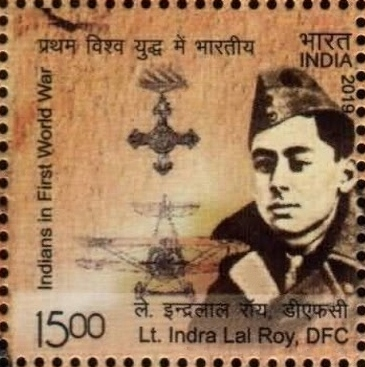
Indra Lal Roy trên tem năm 2019 của Ấn Độ

Roy đã được truy tặng Giải thưởng Chữ thập bay xuất sắc (Distinguished Flying Cross, viết tắt: DFC) vào tháng 9 năm 1918 vì thành tích của ông trong khoảng thời gian ngày 6 đến 19 tháng 7 năm 1918. Ông là người Ấn Độ đầu tiên nhận được DFC. Trích dẫn trên mộ của ông ghi:

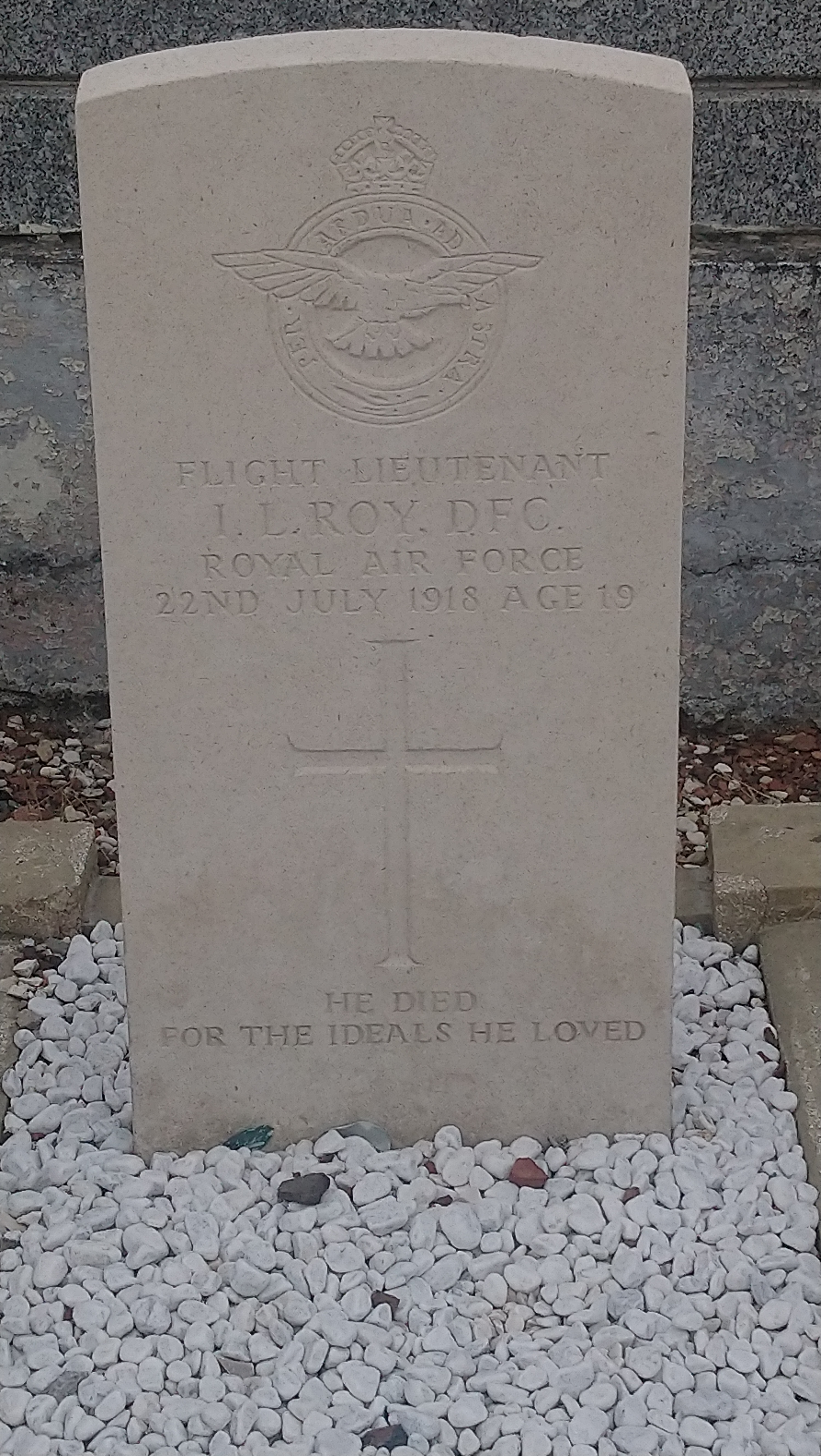
Ngôi mộ của Indra Lal Roy tại Nghĩa trang xã Estevelles, Pas-de-Calais, Pháp

Trung úy Indra Lal Roy.
"Một sĩ quan rất dũng cảm và quyết đoán, trong mười ba ngày hạ chín cỗ máy địch. Trong các lần giao chiến này, anh ta đã thể hiện kỹ năng vượt trội và táo bạo, nhiều hơn một lần hạ hai máy trong một cuộc tuần tra. (20 tháng 9 năm 1918)"
Vào tháng 12 năm 1998, để kỷ niệm 100 năm ngày sinh của ông, dịch vụ bưu chính Ấn Độ đã phát hành một con tem kỷ niệm để vinh danh ông.